# Алленов, Михаил Иванович
Михаи́л Ива́нович Алле́нов (1 августа 1933, Моршанск, Центрально-Чернозёмная область — 27 сентября 2023) — советский и российский физик-оптик. Заслуженный метеоролог Российской Федерации (2006). Доктор технических наук, профессор. Главный научный сотрудник, заведующий лабораторией Института экспериментальной метеорологии НПО «Тайфун» (с 1974).

## Биография
До 1974 года работал в Государственном институте прикладной оптики в Казани.
В 1974 году был приглашён в Институт экспериментальной метеорологии (с 1986 года НПО «Тайфун») в Обнинске для развития работ прикладного значения.
С 1974 года — научный руководитель серии фундаментальных и научно-исследовательских работ, в которых Институт экспериментальной метеологии и затем НПО «Тайфун» было головным исполнителем в СССР и затем в Российской Федерации.

## Научная деятельность
Руководил созданием в Государственном комитете СССР по гидрометеорологии нового направления по разработке интерференционных оптических систем и элементов. В результате этой деятельности появились различные оптические системы и элементы для спектральной и фотометрической аппаратуры, некоторые впервые в мировой практике. На основе этих систем и элементов впервые в СССР была разработана уникальная аппаратура для исследований оптико-физических и других характеристик природных и искусственных сред, мощные излучатели (лазеры), анализаторы для исследований веществ, загрязняющих атмосферу.
Разработки Алленова были впервые использованы в оптико-электронных спутниковых системах наблюдения и распознавания природных сред и искусственных объектов.
Создал новое научное направление по исследованию стохастических (случайно изменяющихся) пространственно-временных и спектральных структур излучения (отражения) природных сред: облачной атмосферы и поверхности земли и моря. Полученные знания используются для классификации природных сред с целью разработки методов и приборов для выделения различных объектов на фоне изменчивых полей излучения природных сред. Инициировал создание аналогичных исследовательских структур в Государственном институте прикладной оптики и других организациях страны.
Под руководством Алленова защищены 8 кандидатских и 2 докторских диссертации.
Приборы, созданные под руководством Алленова, считаются лучшими на территории бывшего СССР и не уступают зарубежным образцам; удостоены золотой и пятью серебряными медалями ВДНХ.

### Научные труды
Опубликовал более 160 научных трудов, в том числе 5 монографий. Создал 6 изобретений, внедрённых в различных институтах и на промышленных предприятиях России. Редактор научных трудов Института экспериментальной метеорологии научно-производственного объединения «Тайфун».
Монографии:
- Алленов М. И. Методы и аппаратура спектрорадиометрии природных сред. — М.: Гидрометеоиздат, 1992. — 260 с. — ISBN 5-286-01010-5

## Награды и звания
- Золотая медаль ВДНХ (27.08.1981)
- Две серебряные медали ВДНХ
- Диплом Почёта ВДНХ СССР (10.11.1985)
- Знак «Отличник оборонной промышленности»
- Нагрудный знак «Изобретатель СССР»
- Заслуженный метеоролог Российской Федерации (2006)